# Sebastiano Sing
Sebastiano Sing (* 9. August 1988 in Tegernsee) ist ein deutscher Choreograf und Performancekünstler, der in Wien (Österreich) lebt und arbeitet. Seine Arbeiten sind sowohl im Theater als auch im Ausstellungsraum zu sehen. 

## Leben
Sebastiano Sing absolvierte eine Ausbildung beim Bayerischen Rundfunk in München. 2011 wurde er am Münchner Volkstheater von Christian Stückl als Regieassistent engagiert. Dort arbeitete er u. a. mit Miloš Lolić, Christopher Rüping und Thomas Dannemann.
Von 2013 bis 2018 studierte Sebastiano Sing Performative Kunst an der Akademie der bildenden Künste Wien bei Carola Dertnig.

## Schaffen
Seine Werke wurden in Ausstellungen und Festivals in Wien, Lissabon und München gezeigt. 2015 wirkte Sing auf der 56. Biennale in Venedig; sowie 2016 beim Steirischen Herbst in Graz; bei Wien Modern war er 2022 in zwei Produktionen als Performer zu sehen; seine Arbeit Benjamin wurde nach London eingeladen. 2017 war seine Performance Heart Notes in Belgrad zu sehen und eine Arbeit in der Kunsthalle Exnergasse Wien. Auf der 46. Biennale Teatro in Venedig war Sebastiano Sing ausgewählter Workshop Teilnehmer von Gisèle Vienne.
Im Februar 2020 hatte seine Performance Disco Desires im MUSA Wien Premiere. Seine Performance G P C R wurde im Sommer 2020 bei der Langen Nacht des Tanzes in Kärnten gezeigt. Seine Arbeit MATHIEU wurde 2023 bei imagetanz Festival brut Wien uraufgeführt. Es folgte eine Einladung von MATHIEU zum ImPulsTanz Festival 2023.
Sebastiano Sing erhielt 2020 das Startstipendium für darstellende Kunst, verliehen vom BMKÖS, und 2021 das renommierte danceWEB Stipendium bei ImPulsTanz – Vienna International Dance Festival. Im Jahr 2022 war er für eine Residency erneut zum ImPulsTanz Festival eingeladen. Er leitete Workshops im Bereich Tanz und Choreografie u. a. am Tanzquartier Wien, an der Universität für angewandte Kunst Wien und bei ImPulsTanz.

## Tanztheater Sing
Im Jahr 2023 gründete Sebastiano Sing das Tanzensemble Tanztheater Sing. Zu den Gründungsmitgliedern zählt der Tänzer Hugo Le Brigand. Das Ensemble arbeitet projektbezogen mit wechselnden Gästen.
Seit der Gründung entstanden mehrere Produktionen, darunter Milan. Mein Milan, das 2025 im WUK Wien uraufgeführt wird.

## Werke (Auswahl)
- 2018: G P C R, UA, VBKÖ Wien[24], eingeladen zur Langen Nacht des Tanzes Kärnten 2020
- 2020: Disco Desires, UA, MUSA WIEN
- 2023: MATHIEU, UA, brut Wien, eingeladen zum 40. ImPulsTanz – Vienna International Dance Festival

## Auszeichnungen (Auswahl)
- 2020: Startstipendium für Darstellende Kunst, Bundesministerium für Kunst, Kultur, öffentlichen Dienst und Sport (BMKÖS)
- 2025: Österreichisches Staatsstipendium für Medienkunst,  Bundesministerium für Kunst, Kultur, öffentlichen Dienst und Sport (BMKÖS)[25]

## Belege
1. ↑  Anton Tschechows „Drei Schwestern“ am Volkstheater. In: merkur.de. 18. Mai 2012, abgerufen am 28. Februar 2024.
2. ↑  Abschlussarbeiten 17|18. Abgerufen am 24. Juni 2018 (englisch).
3. ↑  http://performativekunst.akbild.ac.at/Portal/studierende
4. ↑  https://isarsprudel.wordpress.com/2014/07/02/sebastiano-sing/
5. ↑  http://thesinthomescorevenice.tumblr.com/participants
6. ↑  steirischer herbst: El Conde de Torrefiel (ES) | Guerrilla. In: steirischerherbst. (steirischerherbst.at [abgerufen am 12. März 2017]).
7. ↑  Künstler:innen Wien Modern 35. 3. August 2022, abgerufen am 24. November 2022.
8. ↑  http://www.guerrillazoo.com/modern-panic-6-live-artists.html
9. ↑  Heart Notes – U10 Art Space. Abgerufen am 6. April 2017 (britisches Englisch).
10. ↑  WUK Hauptportal: WUK -> elastic collisions. Archiviert vom Original (nicht mehr online verfügbar) am 7. April 2017; abgerufen am 6. April 2017 (österreichisches Deutsch).  Info: Der Archivlink wurde automatisch eingesetzt und noch nicht geprüft. Bitte prüfe Original- und Archivlink gemäß Anleitung und entferne dann diesen Hinweis.
11. ↑  Workshop Teilnehmer Biennale Teatro. Abgerufen am 8. August 2018 (italienisch).
12. ↑  SEBASTIANO SING Disco Desires. Abgerufen am 20. Februar 2020.
13. ↑  G P C R. In: KÄRNTEN TANZT. 31. Juli 2020, abgerufen am 23. August 2020 (deutsch).
14. ↑  brut Wien: Sebastiano Sing: MATHIEU. Abgerufen am 21. März 2023 (deutsch).
15. ↑  ImPulsTanz: ImPulsTanz Performances 2023 - Sebastiano Sing (AT/DE). Abgerufen am 12. Juli 2023.
16. ↑  brut Wien: Sebastiano Sing. Abgerufen am 21. März 2023 (deutsch).
17. ↑  Events. Abgerufen am 16. August 2022.
18. ↑  ImPulsTanz: ImPulsTanz - Vienna International Dance Festival - RESIDENCIES. Abgerufen am 16. August 2022.
19. ↑  Workshop Poetic Fetish mit Sebastiano Sing - TQW Training. Abgerufen am 16. August 2022 (deutsch).
20. ↑  APL in Summer Semester 2021 – Angewandte Performance Laboratory. Abgerufen am 16. August 2022 (amerikanisches Englisch).
21. ↑  ImPulsTanz: ImPulsTanz Public Moves 2023 - Sebastiano Sing & Hugo Le Brigand. Abgerufen am 26. Juli 2023.
22. ↑  about. Abgerufen am 13. April 2025 (amerikanisches Englisch).
23. ↑  Tanztheater Sing: Milan. Mein Milan. - Ein Stück von Sebastiano Sing. Abgerufen am 13. April 2025.
24. ↑  Performance: Sebastiano Sing – Vereinigung bildender Künstlerinnen Österreichs. Abgerufen am 12. Juli 2023 (deutsch).
25. ↑  Sebastiano Sing – Artist Biografie. Abgerufen am 18. April 2025.

| Personendaten    | Personendaten      |
| ---------------- | ------------------ |
| NAME             | Sing, Sebastiano   |
| KURZBESCHREIBUNG | deutscher Künstler |
| GEBURTSDATUM     | 9. August 1988     |
| GEBURTSORT       | Tegernsee          |